# 글리터 (영화)
글리터(Glitter)는 2001년 공개된 미국의 영화로, 머라이어 캐리가 주연이다.
글리터는 비평가와 관객의 큰 비난을 받았으며 흥행 폭탄이었다. 평론가들은 영화에 크게 실망했고 캐리의 배우로서의 연기는 널리 비난을 받아 최악의 여배우로 골든 라즈베리 상을 받았다.

## 줄거리
영화 '글리터'는 가수를 꿈꾸는 빌리 프랭크의 이야기를 그린다. 1970년대, 클럽 가수인 엄마 릴리와 함께 노래하던 어린 빌리는 화재 사고로 고아가 되어 보육원에서 자란다. 1983년, 성인이 된 빌리는 친구 루이스, 록산과 함께 클럽 댄서로 일하며 지내던 중, 프로듀서 티모시 워커의 눈에 띄어 백업 가수 제안을 받는다. 녹음 작업 중, 빌리는 클럽 DJ인 다이스를 만나고, 그는 빌리의 숨겨진 목소리에 매료되어 그녀의 솔로 데뷔를 돕기로 한다.
빌리와 다이스는 함께 음악 작업을 하면서 사랑에 빠진다. 빌리는 다이스의 도움으로 성공적인 데뷔 싱글을 발표하고 유명 가수로 발돋움하지만, 다이스가 티모시에게 진 빚 때문에 갈등이 생긴다. 오해와 질투 속에 둘은 헤어지고, 빌리는 다른 작곡가들과 협업하며 성공을 이어간다. 한편, 다이스는 빌리를 그리워하며 같은 노래를 쓰고, 화해하려 하지만, 다이스는 결국 티모시에게 살해당한다. 다이스의 죽음에 슬퍼하던 빌리는, 그의 유작을 무대에서 부르며 그를 추모한다. 그리고 다이스가 남긴 쪽지를 통해 엄마와 재회하며 영화는 마무리된다.

## 출연

### 주연
- 머라이어 캐리

### 조연
- 맥스 비슬리
- 테렌스 하워드
- 앤 매그너슨

## 기타
- 공동제작: E. 베넷 월쉬
- 미술: 댄 비숍
- 의상: 조셉 G. 얼리시
- 배역: 빅토리아 토머스